# Dancing's Done
«Dancing's Done» es una canción de la cantante estadounidense Ava Max. Fue lanzada el 20 de diciembre de 2022 a través de Atlantic Records como el cuarto sencillo de su segundo álbum de estudio Diamonds & Dancefloors (2023). Fue escrita por Max, Cirkut, Pablo Bowman, Sean Douglas, Burns y Lostboy, y producida por estos dos últimos. Un visualizador fue lanzado el 21 de diciembre de 2022.

## Lanzamiento y composición
El 5 de diciembre de 2022, Max mencionó en una entrevista para la estación de radio estadounidense 103.5 Kiss FM que posiblemente lanzaría una nueva canción de Diamonds & Dancefloors pronto. El 20 de diciembre de 2022, «Dancing's Done» fue lanzada a través de Atlantic Records para descarga digital y streaming como el cuarto sencillo del álbum. Un visualizador fue lanzado el siguiente día como parte de los «12 días de Diamonds & Dancefloors», donde ella publicaría a diario un adelanto de un visualizador de cada canción del álbum — sin incluir «Maybe You're the Problem» y «Million Dollar Baby».
«Dancing's Done» es una canción de eurodance con letras sensuales que hablan sobre lo que podría ocurrir al final de la noche entre Max y alguien más. La canción fue escrita por Max, Cirkut, Pablo Bowman, Sean Douglas, Burns y Lostboy, y producida por estos dos últimos.

## Créditos y personal
Créditos adaptados de Tidal.
- Amanda Ava Koci – voz, composición
- Mathew James Burns – composición, producción
- Peter Rycroft – composición, producción
- Henry Walter – composición, producción vocal
- Pablo Bowman – composición
- Sean Douglas – composición
- Bryce Bordone – asistencia en ingeniería de mezcla
- Chris Gehringer – masterización
- John Hanes – ingeniería
- Serban Ghenea – mezcla

## Posicionamiento en listas
| Listas (2023)                         | Mejor posición |
| ------------------------------------- | -------------- |
| Chile (Monitor Latino Anglo)          | 7              |
| Croacia (HRT)                         | 26             |
| Guatemala (Monitor Latino Anglo)      | 2              |
| Hungría (Single Top 40)               | 35             |
| Japón (Billboard Japan Hot Overseas)  | 7              |
| Nueva Zelanda (Hot Singles)           | 21             |
| Polonia (Polish Airplay Top 100)      | 30             |
| Suecia (Sverigetopplistan Heatseeker) | 2              |

## Historial de lanzamiento
| Región | Fecha                   | Formato(s)                 | Discográfica       | Ref.   |
| ------ | ----------------------- | -------------------------- | ------------------ | ------ |
| Varios | 20 de diciembre de 2022 | Descarga digital streaming | Atlantic Records   | [ 17 ] |
| Italia | 6 de enero de 2023      | Airplay                    | Warner Music Group | [ 18 ] |